# Флойд, Роберт
Роберт Даблью Флойд (англ. Robert W Floyd, 8 июня 1936 года, Нью-Йорк, США — 25 сентября 2001 года, Станфорд, США) — американский учёный в области теории вычислительных систем. Лауреат премии Тьюринга. Флойд сменил своё второе имя, которое начиналось на букву W (Willoughby), на саму букву W, поэтому после него не ставится точка. Сам Флойд шутил по этому поводу, что «W.» — это приемлемая аббревиатура от «W».

## Биография
Роберт окончил школу в возрасте 14 лет, перепрыгнув три класса. Три года спустя, в 1953 году, он получил титул бакалавра свободных наук в Чикагском университете, а в 1958 году — бакалавра по физике. В возрасте 27 лет Флойд стал адъюнкт-профессором при университете Карнеги — Меллона, а ещё шесть лет спустя — профессором в Стэнфорде. Примечательно, что в отличие от большинства коллег, Флойд не имел титула PhD (доктора философии). Дважды женат, дважды разведён, имел четверых детей. Второй женой Флойда была австрийская учёная в области компьютерных наук Кристиане Флойд, которая была замужем за Питером Науром.
К знаменитым достижениям Флойда относятся эффективный алгоритм поиска кратчайшего пути в ориентированных графах (алгоритм Флойда — Уоршелла) и алгоритм дизеринга (алгоритм Флойда — Стейнберга). Кроме того, Флойд работал над проблемой формальной верификации программ, сделав тем самым большой вклад в логику Хоара, которую иногда называют логикой Флойда — Хоара.
В Стэнфорде Флойд тесно работал с Дональдом Кнутом, в том числе в качестве главного редактора серии его знаменитых книг «Искусство программирования», ставших фундаментальным источником информации о разработке алгоритмов. Вместе они поддержали студенческую акцию протеста 1 мая 1970 года, направленную против решения Никсона о введении американских войск в Камбоджу. Целью акции было препятствие работы сотрудников университета, однако Кнут и Флойд провели весь день, дискутируя об алгоритмах сортировки. Флойд активно принимал участие в работе по освобождению чилийского учёного Фернандо Флореса из тюрьмы.
В число его хобби входили пешие походы, учёный также являлся заядлым игроком в нарды.
Роберт Флойд ушёл на пенсию в 1994 году и умер в клинике Стенфордского университета в возрасте 65 лет после долгой болезни в 2001 году.

## Награды
- 1978 — Премия Тьюринга «за его несомненное влияние на методологию создания эффективного и надёжного программного обеспечения и за его помощь в становлении таких областей компьютерных наук как теория парсинга, семантика языков программирования, автоматическая верификация программ, автоматический синтез программ, и анализ алгоритмов»[4].
- 1991 — Медаль «Пионер компьютерной техники» за первые компиляторы[5].